# Emerald Cove
Die Emerald Cove ist eine 3 km breite Bucht an der Nordküste von King George Island im Archipel der Südlichen Shetlandinseln. Sie liegt zwischen dem North Foreland und dem Brimstone Peak.
Der britische Seefahrer William Smith benannte sie 1819 als [sic] Shireff’s Cove nach William Henry Shirreff (1785–1847), damaliger Kommandant der britischen Pazifikflotte, dem Smith die Entdeckung der Südlichen Shetlandinseln berichtete. Ein Jahr später wurde diese mit Smiths Beschreibung einer Bucht auf Livingston Island verwechselt, die seither den Namen Shirreff Cove trägt. Das UK Antarctic Place-Names Committee schlug 1960 die nunmehr gültige Benennung der hier beschriebenen Bucht vor. Namensgeber ist die Brigg Emerald, ein 1817 in Providence gebauter Robbenfänger, der gemeinsam mit Schwesterschiff Esther im Rahmen der sogenannten Boston Expedition (1820–1821) in den Gewässern um die Südlichen Shetlandinseln operierte.